# Aleksej Grigor'evič Orlov-Česmenskij
Aleksej Grigor'evič Orlov-Česmenskij, nato Aleksej Grigor'evič Orlov (Lyutkino, 24 settembre 1737 – Mosca, 24 dicembre 1807), generale, ammiraglio e uomo politico russo, era figlio di Grigorij Ivanovič e fratello di Grigorij Grigor'evič e Vladimir Grigor'evič.
Dotato di una prestanza fisica eccezionale e di un aspetto imponente, ebbe un ruolo audace e preminente, con i suoi fratelli, nel colpo di Stato del 1762. Egli prelevò Caterina dalla corte di Pietro III, la fece proclamare zarina e pochi mesi dopo strozzò con le sue stesse mani il detronizzato Pietro presso Ropscha, il che gli procurò il titolo di conte e quindi la nomina a Luogotenente generale e nel 1764 anche a Presidente della Cancelleria tutelare.
Nel 1768 fu nominato Ammiraglio della Flotta Imperiale russa, al comando della quale inflisse alla flotta turca, durante la Guerra russo-turca (1768-1774), una cocente sconfitta presso Çeşme (2 luglio 1770). Al termine della guerra riprese il suo ruolo di Comandante supremo e ricevette significativi riconoscimenti morali e materiali, fra i quali il titolo di principe.
Salito al trono lo zar Paolo I, quest'ultimo volle vendicarsi dei due assassini del padre Pietro rimasti ancora in vita, Orlov e Bariatinskj, costringendoli a traslare personalmente e solennemente le spoglie dello zar e quindi li inviò in esilio. Aleksej si trasferì in Germania e rientrò in Russia solo dopo la morte dello zar Paolo I, stabilendosi a Mosca.

## Biografia

### I primi anni e la famiglia

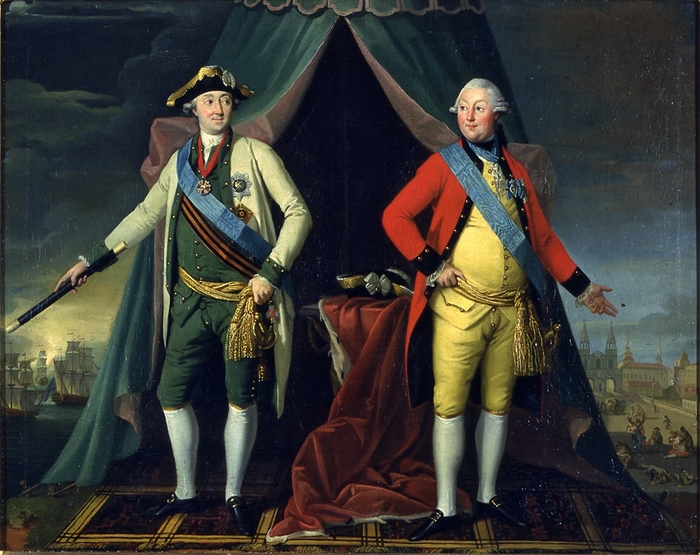
Aleksej (a sinistra) e il fratello Grigorij (a destra) in un doppio ritratto

Aleksej nacque nella nobile famiglia degli Orlov nella tenuta di Lyubini, nell'Oblast di Tver, il 24 settembre 1737, figlio di Grigorij Ivanovič Orlov, governatore di Novgorod. Suo fratello fu il famoso Grigorij Grigor'evič Orlov, statista ed amante della zarina Caterina II di Russia.
Intraprese ancora giovanissimo la carriera militare ed entrò nel reggimento Preobrazhensky nel 1762, raggiungendo poco dopo il rango di sergente. Si distinse nella Guerra dei Sette anni e venne ferito nella battaglia di Zorndorf. Alto quasi due metri, divenne particolarmente bravo nella scherma, per colpa della quale venne sfigurato con una cicatrice su una guancia. Questa cicatrice gli guadagnò curiosi soprannomi in riferimento.

### Coinvolgimento nel colpo di stato del 1762

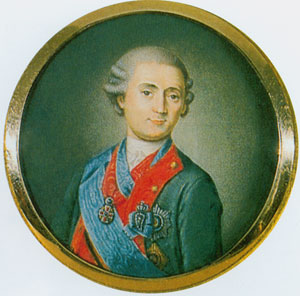
Il conte Orlov in una miniatura d'epoca

Assieme a suo fratello Grigory, Aleksej Orlov rimase coinvolto nel colpo di stato volto a detronizzare lo zar Pietro III di Russia ed a porre sul trono sua moglie, Caterina. Nelle operazioni, compiute nel luglio del 1762, Aleksej si portò personalmente ad avvisare Caterina dell'inizio delle operazioni al palazzo di Peterhof; quando giunse sul posto la trovò ancora a letto ed irrompendo nella stanza disse è venuto per voi il tempo di regnare, madame. Fu lui a condurla personalmente a San Pietroburgo dove diversi reggimenti della guardia imperiale le giurarono fedeltà come nuova sovrana. Lo zar venne arrestato e imprigionato a Ropsha, sotto la guardia personale di Aleksej Orlov. Qui Pietro morì in circostanze misteriose il 6 luglio di quello stesso anno. Orlov è popolarmente riconosciuto come l'assassino dell'ormai ex zar per averlo strangolato non si sa con certezza se per sua iniziativa o su ordine di Caterina. Secondo un resoconto dell'epoca, Orlov gli avrebbe dato del vino avvelenato che avrebbe causato 
... fiamme nelle sue vene. Questo fatto iniziò a insospettire il detronizzato zar che si rifiutò di accettarne un secondo bicchiere. Utilizzò la forza, si difese. In quell'orribile lotta per la vita, si gettarono a terra e [Orlov] lo prese per la gola. [Lo zar] Si difese fino all'ultimo. [Orlov] Gli piazzò un fucile sotto la nuca e premette con entrambe le gambe sul suo torace così da bloccargli il respiro. Passò così a miglior vita.
 Orlov apparentemente scrisse a Caterina dopo la morte di Pietro, confessando come Pietro fosse rimasto ucciso in una contesa, da ubriaco, con un suo compagno di cella, Feodor Bariatynsky, assumendosi le colpe di non aver fatto buona guardia. L'autenticità di questa lettera è ad ogni modo ad oggi molto discussa. Formalmente venne annunciato che l'ex zar era morto a causa di un attacco di colica emorroidale.

### Al servizio di Caterina II

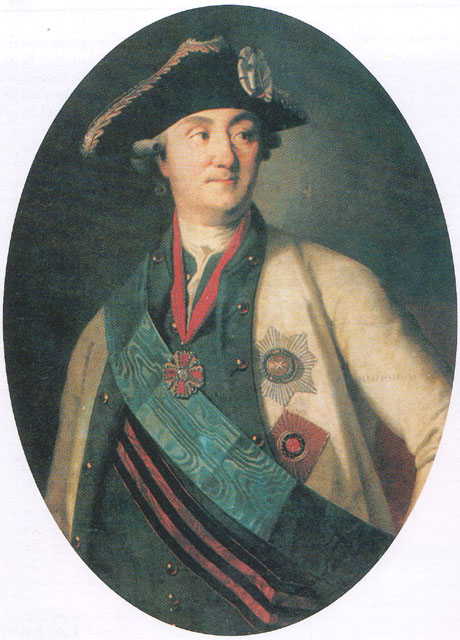
Ritratto ovale di Aleksej Orlov eseguito da Carl-Ludwig Christinek, 1779

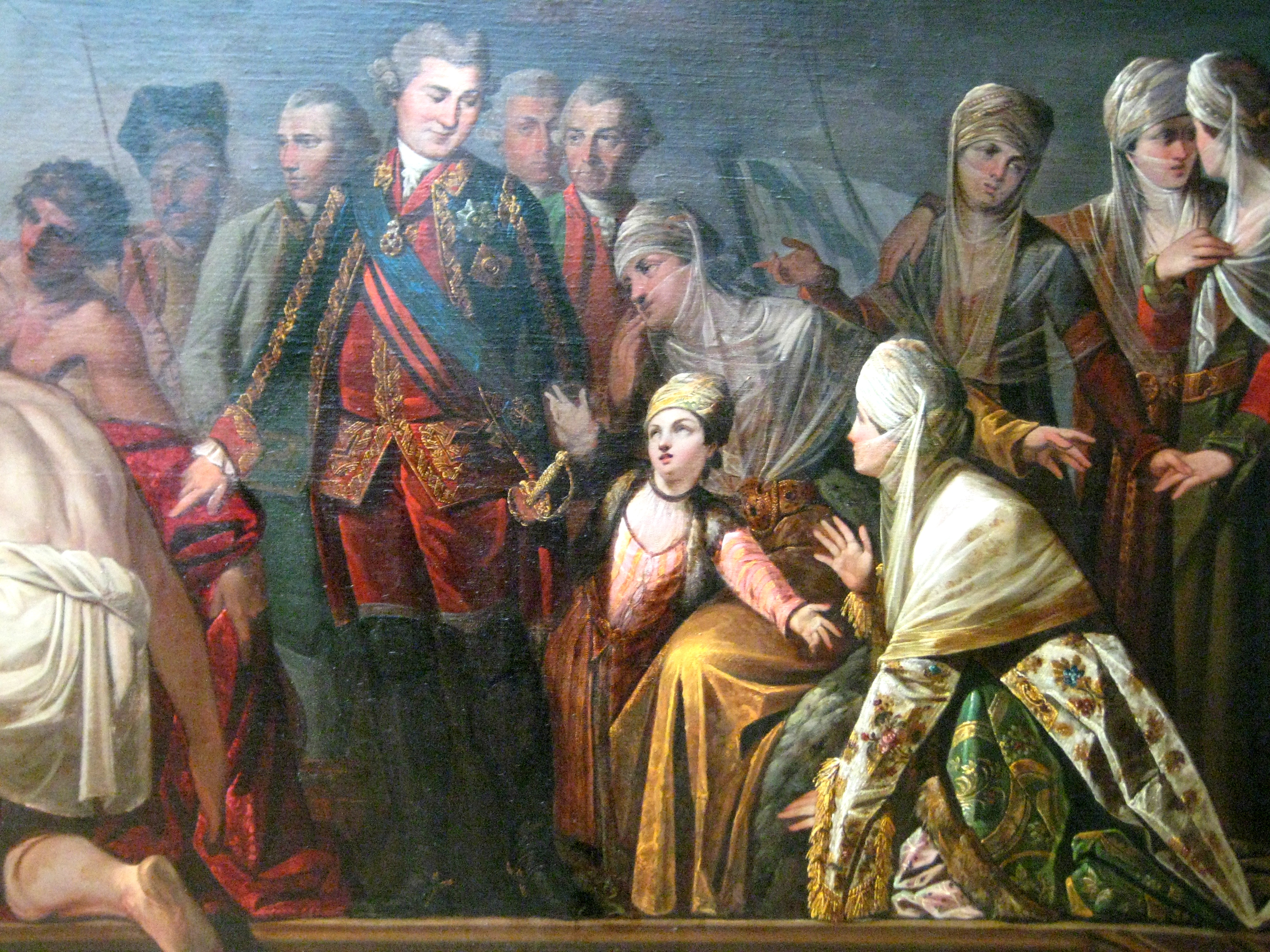
Il conte Orlov dopo la battaglia di Cesme, dipinto di anonimo del XVIII secolo

Gli Orlov vennero ricompensati dall'ascesa di Caterina, e Aleksej venne promosso al rango di maggiore generale oltre ad ottenere il titolo di conte. Assieme ai fratelli ricevette un compenso di 50.000 rubli e 800 schiavi. Malgrado la mancanza di un'educazione formale e la sua ignoranza completa delle lingue straniere, Aleksej si distinse per un certo interesse nel campo delle scienze, patrocinando l'operato di Mikhail Lomonosov e Denis Fonvizin, e intrattenendo una corrispondenza con Jean Jacques Rousseau. Fu uno dei fondatori della Libera Società Economica e ne fu il primo presidente. Ricompensato dalla zarina con la donazione di vasti possedimenti, si dedicò volentieri all'allevamento dei cavalli, sviluppando la cosiddetta "razza Orlov" e contribuendo alla diffusione della gallina di specie Orlov che da lui appunto prende il nome.
A livello militare venne coinvolto nella guerra russo-turca, organizzando la prima spedizione nell'arcipelago e comandando uno squadrone della Flotta imperiale russa. Combatté con successo nella battaglia di Cesme contro la flotta ottomana il 5 luglio 1770, con l'aiuto di ufficiali britannici esperti, ricevendo il titolo onorifico di Chesmensky da aggiungere il proprio cognome. Venne ricompensato anche con la medaglia di I classe dell'Ordine imperiale di San Giorgio. La sua spedizione, nota come Rivolta Orlov, portò la Grecia ad insorgere contro gli ottomani, ma malgrado i successi iniziali, venne infine repressa dai turchi. Orlov venne inviato come plenipotenziario al trattato di pace di Focşani del 1772, ma la sua impazienza causò la rottura dei negoziati, con grande dispiacere della zarina.
Caterina incaricò quindi Orlov di prendere contatti con Yelizaveta Alekseyevna, pretendente al trono in quanto presunta figlia della zarina Elisabetta di Russia, la quale dopo aver definito Caterina II come illegittima era fuggita all'estero per non incorrere nell'ira della zarina. Orlov, su precise istruzioni di Caterina, riuscì a prendere contatto con la principessa, sedurla e convincerla a raggiungerlo a Livorno nel maggio del 1775, dove venne infine arrestata dall'ammiraglio Samuel Greig e riportata in Russia dove venne imprigionata e morì in seguito. Poco dopo, gli Orlov persero il favore imperiale e sia Aleksej che Grigory vennero dimessi dalle loro posizioni. Orlov si ritirò al Palazzo di Sans Ennui, presso Mosca, dove condusse una vita lussuosa tra balli e cene.

### Gli ultimi anni

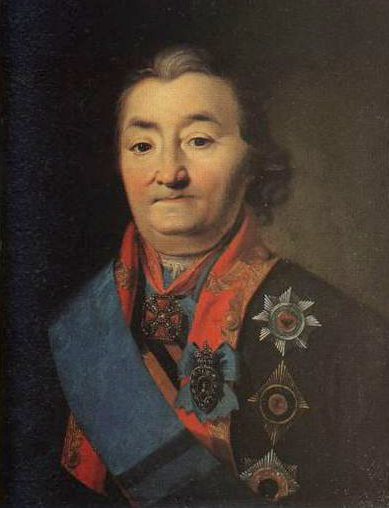
Alksej Orlov in un ritratto dei primi anni dell'Ottocento

Dopo la morte di Caterina nel 1796 il nuovo zar Paolo I ordinò che suo padre Pietro III fosse sepolto nuovamente con una grande cerimonia solenne. Intenzionato a vendicarsi dei presunti assassini di suo padre, il giovane zar obbligò i principali cospiratori del colpo di stato del 1762 di Caterina II a prendere parte alle esequie di stato; Aleksej Orlov venne incaricato di presenziare portando la corona imperiale russa davanti alla bara dell'ex sovrano che egli aveva ucciso personalmente. L'improvvisa morte di Paolo I qualche anno dopo, fece nascere in alcuni il sospetto che Orlov si fosse voluto vendicare anche del figlio di Pietro III. Orlov era rimasto lontano dalla Russia durante gran parte del regno di Paolo I, ma tornò a Mosca dopo l'ascesa di Alessandro I. Orlov comandò quindi la milizia del V distretto durante la guerra della quarta coalizione nel 1806-7, forza in arme che egli mantenne personalmente.
Morì a Mosca il 24 dicembre 1807. Alla sua morte lasciò ai suoi eredi un patrimonio di 5.000.000 di rubli e 30.000 schiavi. Il suo matrimonio con Eudokia Nikolayevna Lopukhina (contratto il 6 maggio 1782) gli diede una figlia, Anna Orlova-Tshesmenskaja (1785–1848), e un figlio, Ivan (1786–1787). Eudokia morì dando alla luce il figlio Ivan nel 1786. Orlov si pensa abbia avuto anche un figlio illegittimo di nome Alessandro (1763–1820). Le sue spoglie rimasero per più di sessant'anni assieme a quelle dei fratelli Grigory e Fedor nel monastero di Yuriev sino a quando, nel 1896, nel centenario della morte della zarina Caterina II, il pronipote degli Orlov, Anatolij Vladimirovič Orlov-Davydov, fece richiesta ed ottenne il permesso di trasportare i resti dei membri della famiglia Orlov presso la tenuta di famiglia dove attualmente si trovano. Le salme vennero ufficialmente traslate il 24 febbraio 1896.